# Истерлинги
Истерлинги (англ. Easterlings, тж. Смуглые Люди, Смугляки (англ. Swarthy Men), в некоторых переводах — вастаки) — в легендариуме Дж. Р. Р. Толкина собирательное название народов, живших на востоке Средиземья. Истерлинги почти всегда сражались на стороне Моргота или Саурона, но не напрямую, а от имени своего верховного вождя.
Внешне истерлинги описываются как невысокие и широкие в плечах люди с длинными и сильными руками. Их волосы на голове, также как и глаза, были тёмными, а кожа — желтоватой или смуглой.

## Первая Эпоха
В Первую Эпоху термин «истерлинги» применялся к Смуглым Людям, пришедшим с востока в Белерианд в 463 г. П. Э., гораздо позже эдайн. Они принадлежали к различным племенам, которые иногда находились на пороге войны друг с другом. Некоторые из них принадлежали к тем же народностям, что и люди Фородвайта, а позже — народ лоссот, но все были темнокожими и обладали крепким телосложением. Самыми сильными из их вождей были Бор и Ульфанг, и сыновья Феанора заключили с ними союз.
Люди Бора остались верны эльфам, но были полностью уничтожены в ходе Нирнаэт Арноэдиад, сражаясь на стороне эльдар и эдайн. Последователи же Ульфанга и его сына Ульдора Проклятого к тому времени уже были в тайном сговоре с Морготом, который заключили ещё до прихода в Белерианд, и предали эльфов и людей Запада во время Битвы Бессчётных Слёз (что позже стало известно как «Предательство людей»).
Однако истерлинги Ульфанга были также обмануты Морготом, их господином, который пообещал им обширные земли, но в итоге запер в Хитлуме, отдав им остатки местных эдайн в рабство.

## Вторая Эпоха
Во Второй Эпохе Истерлинги попали под власть Саурона. Они «построили много городов и стен из камня, и они были многочисленными и жестокими на войне и вооружёнными железом. Для них Саурон был и царём, и богом; и они боялись его чрезвычайно».

## Третья Эпоха
В Третью Эпоху термин «истерлинги» применялся к людям, жившим восточнее моря Рун, которые находились в союзе с Сауроном и часто нападали на Гондор. Их армии состояли из мечников, копейщиков (пеших и конных), лучников (включая конных), воинов с топорами и отрядов на боевых колесницах.
Первое нападение истерлингов на Гондор произошло в конце пятого века Т. Э. и было отражено королём Остогером и его сыном Ромендакилом I. Позже король Турамбар вёл против истерлингов завоевательные войны, расширив границы Гондора до моря Рун. В 1248 г. Т. Э. регент Гондора, Миналькар, возглавил огромную армию, которая атаковала и уничтожила многие поселения истерлингов, обеспечив долгий (до 1800 г. Т. Э.) мир на востоке Гондора.

### Люди Повозок
Люди Повозок (англ. Wainriders) были конфедерацией племён истерлингов, спаянных общей ненавистью к Гондору, подогреваемой Сауроном. После Великой Чумы, ослабившей Гондор, они начали свои рейды в 1851 г. Т.Э., а через пять лет двинули в ход свои основные силы, разбив армию Гондора и убив короля Нармакила II. Они передвигались в огромных телегах, а сражались преимущественно на боевых колесницах (что и дало им название) и постоянно нападали на земли Рованиона, уничтожая и порабощая его население. Постепенно они отобрали у Гондора все владения к востоку от Андуина, кроме Итилиэна. Тридцатый король Гондора, Калимехтар, сын Нармакила, разбил Людей Повозок в битве при Дагорладе, обеспечив своей стране небольшую передышку среди постоянных войн.
Однако Люди Повозок нанесли ответный удар в 1944 г. Т. Э., объединившись с харадрим Ближнего Харада и варьягами Кханда. Им удалось убить короля Ондогера и обоих его сыновей, но вместо наступления на Минас Анор и захвата города они встали лагерем и принялись праздновать победу. В то же время южная армия гондорского военачальника Эарнила разбила войско харадрим и поспешила на север на выручку к королю. Им не удалось спасти Ондогера, однако Эарнилу удалось застать Людей Повозок врасплох и разбить их в Битве в Лагере. Через год после этого Эарнил стал королём. После этого поражения мощь Людей Повозок была сломлена, а их конфедерация распалась.

### Балхот
Балхот (англ. Balchoth, в переводе с синдарина — «жестокий народ») — группа народностей истерлингов, вместе с женщинами и детьми мигрировавшая в сторону восточного Гондора из-за перенаселения своей страны. В 2510 г. Т.Э. они начали заселять равнины Каленардона и чуть не обратили в бегство армию правящего наместника Кириона, но были полностью уничтожены Эотеодом под командованием Эорла Юного в Битве на поле Келебранта. Как и Люди Повозок, балхот ездили в колесницах и на телегах, и, возможно, даже были потомками этого народа.

### Варьяги Кханда
Варьяги (англ. Variags, в некоторых переводах — воряги, вариаги) происходили из Кханда и впервые появились к востоку и югу от Мордора в 1944 г. Т.Э., сражаясь вместе с Людьми Повозок. Также они участвовали и в Битве на Пеленнорских Полях тысячу лет спустя. О них известно очень мало.
Возможно, на выбор Толкином названия для этого народа оказали влияние исторические варяги, которые в одной византийской хронике описывались как «секироносные варвары».

### «Истерлинги с топорами»
Истерлинги, воевавшие в Войне Кольца, по-видимому, принадлежали более, чем к одной культуре. Одна группа описана как «новые» истерлинги, которых ранее не встречали люди Гондора — яростные бородатые мужчины с топорами, сражающиеся в пешем строю.

## Адаптации
В кинотрилогии «Властелин Колец» истерлинги показаны очень схематично. Их можно увидеть идущими в строю, когда Фродо и Сэм подошли к Мораннону в фильме «Две крепости» и коротко в несколько сценах из «Возвращения короля» (их можно увидеть в пешем и конном строю среди войска Мордора, проникшего в Минас Тирит). Гэндальф не упоминает истерлингов, когда говорит Пиппину о людях, союзных Саурону (хотя они были упомянуты в разговоре Фарамира с подчинённым в Итилиэне, во время сверки с картой). На экране истерлинги носят чешуйчатые доспехи, часто закрывающие середину груди и весь живот, с нагрудником, прикрывающим шею, а также похожий на круглый котелок шлем с тремя плюмажами и забралом и защитные накладки на плечи и руки. Вооружены они были алебардами с крюком пониже топора, ятаганами и бронзовыми овальными щитами. Их доспехи были расписаны буквами, напоминающими смесь тенгвар и персидской вязи. Одежда их состояла из бледно-фиолетового головного платка, туники, шаровар, юбки до колен, красных перчаток, чёрных башмаков и чёрной повязки, прикрывающей лицо.
В ранней художественной концепции фильма истерлинги носили тюрбаны и выглядели совершенно «по-арабски», но Питер Джексон потребовал, чтобы очевидные представления культур реального мира не фигурировали в фильме.
В фильме «Две крепости» истерлинги несли алые штандарты с изображением чёрного змея. В книге эта эмблема приписывается харадрим, однако и в фильме «Возвращение короля» флаги с этим изображением (и Оком Саурона) украшают мумакил. 

## Влияния
Касательно термина «истерлинг» можно отметить, что Толкин лишь расширил использование слова, употреблявшегося в Англии с давних времён для обозначения «человека, живущего в стране, находящейся к востоку от другой». В своих путешествиях английские послы XVI века приходили в отчаяние от «истерлингов» — купцов с берегов Балтийского моря, которые несколько раз «оставляли себе» корабли других стран в море. В классическом и часто переиздаваемом труде «Главные мореплавания, путешествия, торговые пути и открытия английской нации» 1589 года англичанин Ричард Хаклюйт детально описывает «истерлингов»:

Восточная страна обладает очень обширными землями, и в ней есть много больших и малых городов, и в каждом из них есть король. Из-за этого между ними идут постоянные усобицы и раздоры… Средь истерлингов не варится никакого пива, однако пьётся множество мёда. Богатейшие люди пьют обычно кобылье молоко, а бедняки и рабы — мёд.Оригинальный текст (англ.)Eastland is a very large land and there be many cities and townes within it, and in every one of them is a king: whereby there is continually among them great strife and contention. ... There is no ale brewed among the Easterlings but of meade there is plenty. The wealthiest men drinke commonly Mares milke and the poore people and slaves meade.
— Hakluyt, Richard (Reprint 2004). Principal Navigations, Voyages, Traffiques And Discoveries Of the English Nation. 1. Kessinger Publishing. p. 53.